# 鍋井まき子
鍋井 まき子（なべい まきこ、1981年2月13日 - ）は、日本の女性声優。マウスプロモーション所属。香川県出身。

## 人物
- 香川大学法学部、東京アナウンスアカデミー、マウスプロモーション附属俳優養成所卒業[1]。
- 声優としてテレビアニメ、外画吹き替えを中心に活躍[4]。
- 方言が讃岐弁なので、『瀬戸の花嫁』のアフレコでは他の出演者に対して瀬戸内の方言も指導している[5]。
- 同じくアニメ『瀬戸の花嫁』のエンディングクレジットでは「新人」と紹介されていたが、最終話では「新人」が外れた。それ以来、岸誠二監督や飯田里樹音響監督作品の常連となっている。
- 『天体戦士サンレッド』ではレギュラーキャラクターのかよ子を筆頭に、複数の役を演じている。また、第2期の最終回ではかよ子の母役として鍋井の母（クレジットで名前が鍋井香里と確認できる）が特別出演しているが、彼女はカラオケに行っても一曲も歌わない恥ずかしがり屋で、最初は娘からの出演交渉の電話にもさまざまな理由をつけて渋っていたが、『サンレッド』が好きなので出演を決心したとのこと。
- 2010年4月24日開催の『サンレッド』オールナイトイベントにおいて、結婚したことや4月に男児を出産したため、イベントを欠席することが公表された。

## 出演
太字はメインキャラクター。

### テレビアニメ
2007年
- 瀬戸の花嫁（瀬戸蓮、女子B、仲居、ネコ）
- もやしもん（ラクチス）
- ロミオ×ジュリエット（貴族の女性、母、老婆）

2008年
- AYAKASHI（薬師寺愛子）
- うちの3姉妹（バレエ教室の受付）
- かんなぎ（美術部員、ショップ店員）
- 銀魂（ひろし）
- S・A 〜スペシャル・エー〜（光の母、女生徒）
- 逮捕しちゃうぞ フルスロットル（飼い主、母親）
- 天体戦士サンレッド（内田かよ子、としお、森末、Pちゃんシステムメッセージ 他）
- みなみけ 〜おかわり〜（主婦A）
- 夜桜四重奏 〜ヨザクラカルテット〜（母）

2009年
- アラド戦記 〜スラップアップパーティー〜（バレーナ）
- 黒神 The Animation（真神（婆/女/子供））
- 地獄少女 三鼎（黒塚雪奈）
- 天体戦士サンレッド（第2期）（内田かよ子、先代戦闘員1号、おばちゃん 他）
- にゃんこい!（高坂静江）

2010年
- ケツ犬
- ちゅーぶら!!（親戚）
- テガミバチ（カイル）

2011年
- 神様ドォルズ（瀬能千波野）
- SKET DANCE（末益）
- まよチキ!（女将）

2012年
- お兄ちゃんだけど愛さえあれば関係ないよねっ（先輩）
- ペルソナ4（四六商店の女将）

2013年
- 大人女子のアニメタイム 「人生ベストテン 角田光代」（野島）

2014年
- 桜Trick（春香の母）
- ハマトラ（おばあちゃん）

2015年
- 乱歩奇譚 Game of Laplace（ナミコシの母）
- ワカコ酒（女性客、ワカコ母、おかみ、客B）

2016年
- ジョーカー・ゲーム（花菱の女将）
- マギ シンドバッドの冒険（産婆）
- アイカツスターズ!（七倉夏菜）

2017年
- 結城友奈は勇者である -鷲尾須美の章-

2021年
- 東京リベンジャーズ（一虎の母）

2023年
- キボウノチカラ〜オトナプリキュア'23〜（滝川毱子）

2024年
- 戦国妖狐（茂吉の母）

### 劇場アニメ
2007年
- 劇場版 NARUTO -ナルト- 疾風伝（おばさん）

2017年
- 結城友奈は勇者である -鷲尾須美の章-
  - 第1章「ともだち」（役名表記なし）
  - 第2章「たましい」（役名表記なし）
  - 第3章「やくそく」（役名表記なし）

### OVA
2008年
- 瀬戸の花嫁OVA仁（副官）
- HELLSING
- 魔法先生ネギま! 〜白き翼 ALA ALBA〜（母）

2010年
-  瀬戸の花嫁 否苦炒亜怒羅魔 極道の妻 KEJIME（瀬戸蓮）

2011年
- 合体ロボット アトランジャー（目黒勇太）

2014年
- マギ シンドバッドの冒険（産婆）※単行本3巻OVA付き特別版

### Webアニメ
- マウスどうぶつえん（2018年、マレーバクのまきこ）

### ゲーム
2007年
- Que 〜エンシェントリーフの妖精〜（エリン）

2008年
- 428 〜封鎖された渋谷で〜（音声エキストラ）

2012年
- デビルサマナー ソウルハッカーズ（天海市市民）

2013年
- 月英学園 -kou-

2015年
- トロピコ5（エビータ・ヴァスケス）

2020年
- ファイナルファンタジーVII リメイク

2024年
- UFOロボ グレンダイザー たとえ我が命つきるとも（淳子、民間人、姫野、船員） - 日本語版

### ドラマCD
- 恋の心に黒い羽（高知家の母）
- 瀬戸の花嫁シリーズ（瀬戸蓮）
- Drama CD Real Rode 〜Pure White Disc〜（子供の母親）
- MAUSU THEATER

### 吹き替え

#### 映画
- アウトブレイクX（エリン）
- 悪の法則（監視する女）
- アメリカン・ホストクラブ（ドリー）
- アンダーワールド ビギンズ
- 俺たちステップ・ブラザース -義兄弟-（9歳のブレナン）
- キャンプ・ロック
- サイレントボイス（アマンダ）
- トランスモーファー -人類最終戦争-
- バイオハザードV リトリビューション（コンピューター）
- フッテージ（トレヴァー・オズワルド）
- ラスベガスをぶっつぶせ（キアナ）
- レスキューチーム第40部隊（マリーン）
- わたしのなかのあなた（ケリーおばさん）

#### ドラマ
- iCarly（マリリン）
- 華麗なるペテン師たち2 #5
- THE TUDORS〜背徳の王冠〜（アン・ブーリン（ナタリー・ドーマー））
- サマンサ Who? #18
- CSI:ニューヨーク
- ステート・ウイズイン 〜テロリストの幻影〜
- CHASE/逃亡者を追え!
- ミディアム 霊能者アリソン・デュボア
- 私はラブ・リーガル2 #6

#### アニメ
- 時光代理人 -LINK CLICK-（2022年、ラジオDJ、陸鴻斌〈ルー・ホンビン〉の母）

### インターネット番組
- 妖怪お国自慢（旧鼠[8]）

### キャラクターソングなど
- 瀬戸の花嫁 歌謡全集 人魚篇（瀬戸蓮、2008年2月27日、AVCA-26619）
  - 瀬戸内任侠道（豪三郎（三宅健太） & 蓮）
  - 涙一輪 -蓮さんver.-